# El Ejido (Gerichtsbezirk)
Der Gerichtsbezirk El Ejido ist einer der acht Gerichtsbezirke in der Provinz Almería.
Der Bezirk umfasst 2 Gemeinden auf einer Fläche von 249,70 km² mit dem Hauptquartier in El Ejido.

## Gemeinden
| Gemeinde                | Einwohner (2024) | Fläche km² | Dichte Einw./km² | Cod INE | Postleitzahl |
| ----------------------- | ---------------- | ---------- | ---------------- | ------- | ------------ |
| El Ejido                | 90.135           | 225,83     | 399              | 04902   | 04700        |
| La Mojonera             | 8.677            | 23,87      | 364              | 04903   | 04745        |
| Gerichtsbezirk El Ejido | 98.812           | 249,70     | 396              | –       | –            |